# Addy ibn Hatim
Adiyy ibn Hatim (عدي ابن حاتم الطائي) était un chef de la tribu arabe de Tayy, et l'un des compagnons de Mahomet. Il est le fils du poète Hatim al-Tai qui était largement connu pour sa chevalerie et sa générosité parmi les Arabes. Addy était opposé à la nouvelle religion  durant vingt ans jusqu'à ce qu'il se convertisse à l'islam après avoir abandonné le christianisme en 630 ; vers l'an 9 de l'Hégire.
Adiyy a hérité des privilèges de son père et a été confirmé dans son statut de chef de la tribu de Tayy. Une des marques qui confirment sa notoriété auprès de la tribu, est qu'il avait droit au quart du butin amassé lors des razzias. 
Addy a rejoint l'armée musulmane durant le califat d'Abu Bakr. Il a participé aux guerres de Ridda contre les apostats et fut un des chefs de contingents de l’armée musulmane lors des conquêtes de l’Irak sous commandement de Khalid ibn al-Walid. Il fut aussi aux côtés de Ali ibn Abi Talib, à la bataille du chameau et à celle  de Siffin.